# Kjærlighet
Kjærlighet is een Noorse dramafilm uit 2024, geschreven en geregisseerd door Dag Johan Haugerud. Het is de tweede film in de filmtrilogie Sex Drømmer Kjærlighet, waarvan de eerste film Sex op 17 februari 2024 in première ging op het Filmfestival van Berlijn en de laatste film Drømmer in oktober 2024 in première ging. De hoofdrollen worden vertolkt door Andrea Bræin Hovig en Tayo Cittadella Jacobsen.

## Verhaal
Marianne, een arts, en Tor, een verpleegkundige, vermijden allebei conventionele relaties. Op een avond ontmoeten Marianne en Tor elkaar op de veerboot. Nadat ze meer te weten is gekomen over zijn laissez-faire-benadering van liefde en seksuele relaties, vraagt Marianne zich af of zijn filosofie ook in haar eigen leven zou werken.

## Rolverdeling
| Acteur                   | Personage |
| ------------------------ | --------- |
| Andrea Bræin Hovig       | Marianne  |
| Tayo Cittadella Jacobsen | Tor       |
| Marte Engebrigtsen       |           |
| Lars Jacob Holm          |           |
| Thomas Gullestad         |           |
| Marian Saastad Ottesen   |           |
| Morten Svartveit         |           |

## Productie
In september 2022 kondigde Viaplay aan dat het opdracht had gegeven voor het maken van een trilogie van speelfilms getiteld Sex, Drømmer en Kjærlighet (Sex, Dromen en Liefde). Het overkoepelende project staat onder leiding van de Noorse regisseur Dag Johan Haugerud. De filmopnames van Kjærlighet waren in september 2022 in Oslo aan de gang. Drømmer ging later in het najaar 2022 in productie en Sex in het voorjaar van 2023.

## Release
Kjærlighet ging op 6 september 2024 in première op het Filmfestival van Venetië in de competitie voor de Gouden Leeuw.

## Prijzen en nominaties
De belangrijkste:
| Jaar | Prijs                    | Categorie    | Genomineerde(n)    | Uitslag     |
| ---- | ------------------------ | ------------ | ------------------ | ----------- |
| 2024 | Filmfestival van Venetië | Gouden Leeuw | Dag Johan Haugerud | Genomineerd |